# Tseng Chun-hsin
Tseng Chun-hsin (Taipei, 8 agosto 2001) è un tennista taiwanese.
Ha ottenuto i suoi migliori risultati da juniores nel 2018, vincendo due titoli del Grande Slam in singolare e perdendo due finali, una in singolare e una in doppio. Quell'anno è stato il numero 1 del ranking mondiale juniores. Tra i professionisti ha vinto alcuni tornei nei circuiti minori e il miglior ranking ATP in singolare è stato l'85º posto nel luglio 2022. Ha esordito nella squadra di Taipei Cinese di Coppa Davis nel febbraio 2018.

## Carriera

### Juniores
I suoi primi risultati di rilievo tra gli juniores arrivano nel 2015 quando vince il campionato mondiale juniores del Les Petits As e insieme con la squadra taiwanese partecipa alle ITF World Junior Tennis Finals, dove contribuisce con diverse vittorie al 5º posto finale. Nel gennaio 2016 disputa la sua prima finale juniores ITF nel Grade 3 di Shenzen, dove nel marzo 2017 conquista il suo primo titolo in singolare. Quell'anno vince due titoli di Grade 2 e uno di Grade B1 sempre in singolare; in settembre fa parte della squadra taiwanese che arriva tra le prime 8 della Coppa Davis Junior. In doppio vince un Grade 3 nel marzo 2016 e un Grade 1 nel gennaio 2018.
Il 2018 è l'anno della sua definitiva affermazione, il 27 gennaio viene sconfitto 6-7, 4-6 da Sebastian Korda nella finale dell'Australian Open juniores. Il 9 giugno si aggiudica il titolo al Roland Garros juniores battendo 7-6, 6-2 Sebastian Baez in finale, quello stesso giorno perde la finale in doppio. A fine torneo raggiunge il 1º posto nella classifica mondiale di categoria. Il 15 luglio si conferma il più forte di quel periodo piegando in 3 set il padrone di casa Jack Draper nella finale del Wimbledon juniores. In settembre viene fermato in semifinale degli US Open juniores da Thiago Seyboth Wild, che si aggiudicherà il titolo. Il suo ultimo impegno tra gli juniores è in ottobre il prestigioso ITF Junior Masters, dove perde la finale contro Brandon Nakashima.

### 2016-2018, inizi tra i professionisti, primi titoli ITF
Debutta nel circuito ITF nell'ottobre 2016 con una sconfitta al primo turno del torneo Futures Chinese Taipei F1. Due settimane più tardi vince il primo incontro al Chinese Taipei F3. Nelle prime tre stagioni è molto impegnato tra gli juniores e le sue partecipazioni ai tornei seniores sono rare. Nel febbraio 2018 viene fatto esordire in singolare nella squadra di Taipei Cinese di Coppa Davis a risultato già acquisito in favore del Libano, e si impone per 6-0, 6-0 su Michel Saade. In aprile debutta con una sconfitta nel circuito Challenger a Taipei e il 6 maggio vince il primo titolo da professionista superando per 6-3, 7-6 l'idolo locale Nam Hoang Ly nel Futures Vietnam F1. Si ripete in giugno al Portugal F9 battendo in finale Nuno Borges. Il terzo titolo arriva in luglio al Chinese Taipei F2, superando nell'incontro decisivo Ti Chen in tre set. In settembre vince a Kaohsiung il primo incontro in un torneo Challenger sconfiggendo Max Purcell e viene eliminato al secondo turno da Jurij Rodionov. La settimana dopo gioca a Chengdu il suo primo torneo del circuito maggiore e perde in 3 set al primo turno da Taylor Fritz. In questo periodo migliora il best ranking ATP salendo in 427ª posizione.

### 2019, titolo alle Universiadi, prima finale Challenger
Dopo una semifinale ITF in gennaio, nei primi mesi del 2019 non supera i quarti nei tornei ITF e il secondo turno nei Challenger. In marzo debutta in un torneo Masters 1000 al Miami Open ed esce di scena al primo turno. A fine giugno fa la sua prima esperienza in una prova seniores del Grande Slam venendo eliminato al primo turno di qualificazione a Wimbledon. In luglio vince il torneo di singolare alle Universiadi di Napoli, superando nell'ultimo atto l'uzbeko Khumoyun Sultanov. Il 28 luglio disputa a Praga la sua prima finale in un torneo Challenger dopo aver battuto tra gli altri il nº 118 ATP Andrej Martin; nell'incontro per il titolo soccombe in due set a Mario Vilella Martínez. Il giorno dopo risale 94 posizioni nel ranking e si issa alla 334ª. In settembre gioca il suo secondo incontro in Coppa Davis, viene schierato in singolare a risultato già acquisito, e con la sua vittoria in due set fissa il risultato sul 4-0 in favore di Taipei Cinese.

### 2020, top 300 del ranking
Con alcuni discreti risultati nei Challenger a inizio stagione, in gennaio entra per la prima volta nella top 300 del ranking. Il mese successivo raggiunge la semifinale al Challenger di Bergamo e viene sconfitto al tiebreak del terzo set da Enzo Couacaud. Il risultato lo porta al 272º posto della classifica mondiale. A inizio marzo viene schierato per la prima volta nella prima giornata in Coppa Davis nella sfida persa 3-2 con l'Ucraina valida per i playoff del Gruppo I e batte in rimonta Serhij Stachovs'kyj, viene sconfitto nell'incontro decisivo da Illja Marčenko. Il tennis mondiale osserva quindi una lunga pausa dovuta alla pandemia di COVID-19 e riparte in agosto. Nella seconda parte della stagione non supera mai il secondo turno nei Challenger e disputa una finale ITF all'M25 di Amburgo

### 2021, primo titolo Challenger, top 200 del ranking
Il risultato più importante della prima parte del 2021 sono i quarti di finale raggiunti in febbraio al Challenger sudafricano di Potchefstroom. Torna a mettersi in luce in giugno raggiungendo la semifinale al Challenger di Almaty. Ad agosto vince il torneo ITF M25 di Pitesti e arriva in semifinale al Challenger di Barletta; in ottobre si porta al 240º posto del ranking. Riprende l'ascesa in classifica a dicembre disputando due finali Challenger, perde quella del Maia I contro Geoffrey Blancaneaux e sconfigge per 5-7, 7-5, 6-2 l'idolo locale Nuno Borges in quella del Maia II, conquistando il suo primo titolo Challenger in carriera. A fine torneo entra per la prima volta nella top 200 della classifica mondiale, alla 188ª posizione.

### 2022, due titoli Challenger e top 100 in singolare, prima semifinale ATP in doppio, Next Gen ATP Finals
Fa il suo esordio in una prova del Grande Slam agli Australian Open 2022, entra nel tabellone principale con una wild card e viene sconfitto al primo turno. Riprende l'ascesa nel ranking a febbraio vincendo il Challenger di Bangalore I con il successo in finale su Borna Gojo per 6-4, 7-5. Il mese successivo perde la finale a Roseto degli Abruzzi contro Manuel Guinard. Ad aprile si aggiudica il titolo a Murcia con la netta vittoria in finale su Norbert Gombos. Consegue discreti risultati nei Challenger successivi e a maggio porta il best ranking alla 109ª posizione mondiale. Supera le qualificazioni al Roland Garros e al primo turno viene sconfitto in rimonta al quinto set da João Sousa. Fa il suo ingresso nella top 100 dopo la semifinale disputata al Challenger 90 di Bratislava. Continua a migliorare la classifica con i quarti di finale raggiunti al Challenger 125 di Montechiarugolo e, dopo l'eliminazione al primo turno al suo debutto a Wimbledon, con il secondo turno all'ATP di Los Cabos, salendo all'83ª posizione. A Los Cabos fa inoltre il suo esordio nel circuito maggiore di doppio, e in coppia con Tomás Martín Etcheverry si spinge fino alla semifinale. A Winston-Salem raggiunge il secondo turno dopo la vittoria su Márton Fucsovics e viene eliminato da Jaume Munar. Nel finale di stagione raccoglie soprattutto sconfitte al primo turno, tra cui quella al suo debutto agli US Open, e a dicembre esce dalla top 100. Si qualifica per le Next Generation ATP Finals 2022 e viene eliminato nel round-robin perdendo tutti e tre gli incontri disputati.

### 2023-2024, crollo nel ranking e risalita
Continua a perdere posizioni nella prima parte del 2023, nel circuito maggiore vince solo un incontro in Coppa Davis e nei Challenger non supera mai i quarti di finale, a maggio esce dalla top 200 e a giugno dalla top 300. Il primo risultato discreto sono i quarti di finale raggiunti a settembre al Challenger 125 di Genova. A ottobre vince il primo match in carriera in un Masters 1000 a Shanghai ed esce di scena al secondo turno.
Torna a vincere un titolo dopo quasi due anni nel marzo 2024 al Challenger di Székesfehérvár, partendo dalle qualificazioni. Il mese successivo vince il primo titolo Challenger in doppio in carriera a Barletta in coppia con Zdeněk Kolář. A maggio si aggiudica il singolare al Challenger di Vicenza senza perdere alcun set in tutto il torneo. Ad agosto perde la finale in singolare al San Marino Open. Nella parte finale della stagione raggiunge in singolare due semifinali Challenger e a novembre risale fino alla 113ª posizione mondiale.

### 2025
Sconfitto nelle qualificazioni dei primi tornei ATP disputati in stagione, le supera all'ATP 500 del Rio Open e si spinge fino ai quarti di finale con le vittorie sul top 30 Alejandro Tabilo e su Thiago Monteiro, viene eliminato da Sebastian Baez e rientra per due settimane nella top 100. Supera le qualificazioni al Miami Open, sconfigge poi il top 80 Mattia Bellucci e cede in tre set a Stefanos Tsitsipas. Supera le qualificazioni anche agli Internazionali d'Italia ed esce al primo turno. Dopo i quarti raggiunti al Piemonte Open risale alla 93ª posizione. Si conferma campione agli Internazionali Città di Vicenza con il successo in finale su Lukas Neumayer. Eliminato nelle qualificazioni del Roland Garros, perde la finale al successivo Czech Open di Prostějov.

## Statistiche
Aggiornate all'8 giugno 2025.

### Tornei minori

#### Singolare

##### Vittorie (10)
| Legenda tornei minori |
| Challenger (6)        |
| ITF (4)               |

| N.  | Data             | Torneo                                       | Superficie      | Avversario in finale | Punteggio           |
| 1.  | 6 maggio 2018    | Vietnam F1, Huế                              | Cemento         | Lý Hoàng Nam         | 6–3, 7–6(0)         |
| 2.  | 24 giugno 2018   | Portugal F9, Póvoa de Varzim                 | Cemento         | Nuno Borges          | 6–3, 6–4            |
| 3.  | 29 luglio 2018   | Chinese Taipei F2, Taipei                    | Cemento         | Ti Chen              | 6–1, 6(5)–7, 7–6(1) |
| 4.  | 8 agosto 2021    | M25 Pitesti, Pitesti                         | Terra rossa     | Hernan Casanova      | 6–3, 3–6, 6–0       |
| 5.  | 19 dicembre 2021 | Maia Challenger II, Maia                     | Terra rossa (i) | Nuno Borges          | 5–7, 7–5, 6–2       |
| 6.  | 13 febbraio 2022 | Bengaluru Open, Bangalore                    | Cemento         | Borna Gojo           | 6–4, 7–5            |
| 7.  | 10 aprile 2022   | Murcia Open, Murcia                          | Terra rossa     | Norbert Gombos       | 6–4, 6–1            |
| 8.  | 16 marzo 2024    | Kiskút Open, Székesfehérvár                  | Terra rossa (i) | Titouan Droguet      | 4-1, rit.           |
| 9.  | 2 giugno 2024    | Internazionali Città di Vicenza, Vicenza     | Terra rossa     | Marco Trungelliti    | 6–3, 6–2            |
| 10. | 1º giugno 2025   | Internazionali Città di Vicenza, Vicenza (2) | Terra rossa     | Lukas Neumayer       | 6-3, 6-4            |

##### Finali perse (8)
| Legenda tornei minori |
| Challenger (7)        |
| ITF (1)               |

| N. | Data             | Torneo                                                      | Superficie      | Avversario in finale   | Punteggio        |
| 1. | 28 luglio 2019   | I. ČLTK Prague Open, Praga                                  | Terra rossa     | Mario Vilella Martínez | 4–6, 2–6         |
| 2. | 25 ottobre 2020  | M25 Amburgo                                                 | Cemento         | Kacper Zuk             | 4–6, 6(4)–7      |
| 3. | 12 dicembre 2021 | Maia Challenger I, Maia                                     | Terra rossa (i) | Geoffrey Blancaneaux   | 6–3, 3–6, 2–6    |
| 4. | 20 marzo 2022    | Challenger di Roseto degli Abruzzi II, Roseto degli Abruzzi | Terra rossa     | Manuel Guinard         | 1–6, 2–6         |
| 5. | 8 maggio 2024    | Czech Open, Prostějov                                       | Terra rossa     | Jérôme Kym             | 2–6, 6–3, 2–6    |
| 6. | 4 agosto 2024    | San Marino Open, San Marino                                 | Terra rossa     | Alexandre Müller       | 3-6, 6-4, 6(3)-7 |
| 7. | 11 agosto 2024   | Bonn Open, Bonn                                             | Terra rossa     | Maximilian Marterer    | 7-6(2), 6-0      |
| 8. | 7 giugno 2025    | Czech Open, Prostějov                                       | Terra rossa     | Hugo Dellien           | 3-6, 4-6         |

#### Doppio

##### Vittorie (1)
| Legenda tornei minori |
| Challenger (1)        |
| ITF (0)               |

| N. | Data          | Torneo                             | Superficie  | Compagno     | Avversari in finale          | Punteggio        |
| 1. | 6 aprile 2024 | Open Città della Disfida, Barletta | Terra rossa | Zdeněk Kolář | Théo Arribage Benjamin Bonzi | 1-6, 6-3, [10-7] |